# Rădăuți
Rădăuți là một đô thị thuộc hạt Suceava, România. Theo số liệu RPL2021, khu vực này có dân số 24.292 người, đứng thứ hai về quy mô đô thị trong quận. Kể từ năm 1995, nơi này đã được công nhận là một đô thị, cùng với hai khu vực khác thuộc hạt Suceava là Fălticeni và Câmpulung Moldovenesc. Trước khi diễn ra cuộc cải cách hành chính vào năm 1950, khu vực này từng là trung tâm hành chính của quận Rădăuți cũ.